# Rok Marguč
Rok Marguč (Celje, 25 maggio 1986) è uno snowboarder sloveno, campione del mondo di slalom parallelo.

## Biografia
Specialista del gigante parallelo e dello slalom parallelo, ha esordito in Coppa del Mondo di snowboard il 3 febbraio 2004 a Maribor, in Slovenia. Ha ottenuto la prima vittoria il 10 marzo 2013 ad Arosa, in Svizzera.

## Palmarès

### Mondiali
- 4 medaglie:
  - 1 oro (slalom parallelo a Stoneham 2013)
  - 1 argento (gigante parallelo a La Molina 2011)
  - 2 bronzi (slalom parallelo a La Molina 2011; slalom parallelo a Kreischberg 2015)

### Mondiali juniores
- 1 medaglia:
  - 1 argento (slalom gigante parallelo a Zermatt 2005)

### Coppa del Mondo
- Miglior piazzamento in classifica generale: 10º nel 2011
- Miglior piazzamento nella Coppa del Mondo di parallelo: 5º nel 2016
- Miglior piazzamento nella Coppa del Mondo di slalom gigante parallelo: 5º 2016
- Miglior piazzamento nella Coppa del Mondo di slalom parallelo: 6º nel 2016
- 11 podi:
  - 1 vittoria
  - 3 secondi posti
  - 7 terzi posti

#### Coppa del Mondo - vittorie
| Data          | Luogo | Paese    | Disciplina |
| ------------- | ----- | -------- | ---------- |
| 10 marzo 2013 | Arosa | Svizzera | PGS        |

Legenda:

PGS = Slalom gigante parallelo